# Maryna Slutskaya
Maryna Slutskaya, née le 9 juillet 1991,  est une judokate biélorusse. En 2017, elle remporte la médaille d'or lors des championnats d'Europe dans la catégorie des plus de 78 kg,. Elle est médaillée d'or aux Jeux européens de 2019 et médaillée de bronze dans la catégorie des plus de 78 kg aux championnats d'Europe 2021 à Lisbonne.

## Palmarès

### Championnats d'Europe
- Médaille d'or en 2017 à Varsovie chez les +78 kg.
- Médaille de bronze en 2021 à Lisbonne chez les +78 kg.

### Jeux européens
- Médaille d'or en 2019 à Minsk chez les +78 kg (détails).